# Cosme Vázquez
Cosme Vázquez Subiabre (Mondariz, 15 gennaio 1904 – Madrid, 27 agosto 1976) è stato un calciatore spagnolo, di ruolo attaccante. Fu soprannominato Ángel de Madrid.

## Carriera
Fu un attaccante molto prolifico, soprattutto nella sua esperienza nell'Athletic Club de Madrid (antico nome dell'Atlético Madrid). Quando si trasferì, insieme al compagno di squadra Luis Olaso, nel Real Madrid non riuscì a esprimersi al meglio e dopo due anni terminò la carriera in Segunda División col Celta Vigo.
Terminata la sua carriera da calciatore entrò a far parte come delegato del direttivo dell'Atlético Madrid.